# Masayuki Kaï
Pour les articles homonymes, voir Kaï.
Masayuki Kaï est un peintre japonais du XXe siècle, né en 1958 à Hiroshima. Il est actif en France depuis 1976.

## Biographie
Peintre Néo-Supports/Surfaces, tout d'abord élève de Claude Viallat à l'École des beaux-arts Marseille (Marseille-Luminy, en 1976, Masayuki Kaï est diplômé en 1981. Il vit et travaille à Paris et à Aix-en-Provence. 

Il figure à des expositions collectives, à partir de 1980, dont : Présence contemporaine, Aix-en-Provence ; Biennale de la jeune peinture méditerranéenne, Nice ; Salon Grands et Jeunes d'Aujourd'hui, Paris ; Salon de Mai, Paris ; Artistes japonais contemporains, Est Forum Junku, Paris. Il montre ses œuvres dans des expositions personnelles : 1980 galerie Yokota, Hiroshima ; 1980 Atelier 37, Marseille ; 1981 galerie Psyché, Martigues ; 1982 galerie Ginza Surugadai, Tokyo. 

En 1984, il obtient le grand prix du seizième Festival international de la peinture à Cagnes-sur-Mer.

## Technique de style
Marqué par les réflexions conduites par le groupe Supports/Surfaces sur la matérialité de la peinture, il peint, travaille la texture de la surface de ses « toiles » en les enfouissant un certain temps dans le sol, les déterre maculées comme un linceul, les lave, les découpe en figures géométriques qu'il refixe en les cousant méticuleusement sur un nouveau support, formant d'immenses plages informelles et délicates.